# Pordic

Pordic este o comună în departamentul  Côtes-d'Armor, Franța. În 1 ianuarie 2018 avea o populație de 6.359 de locuitori.